# Ibn Butlan

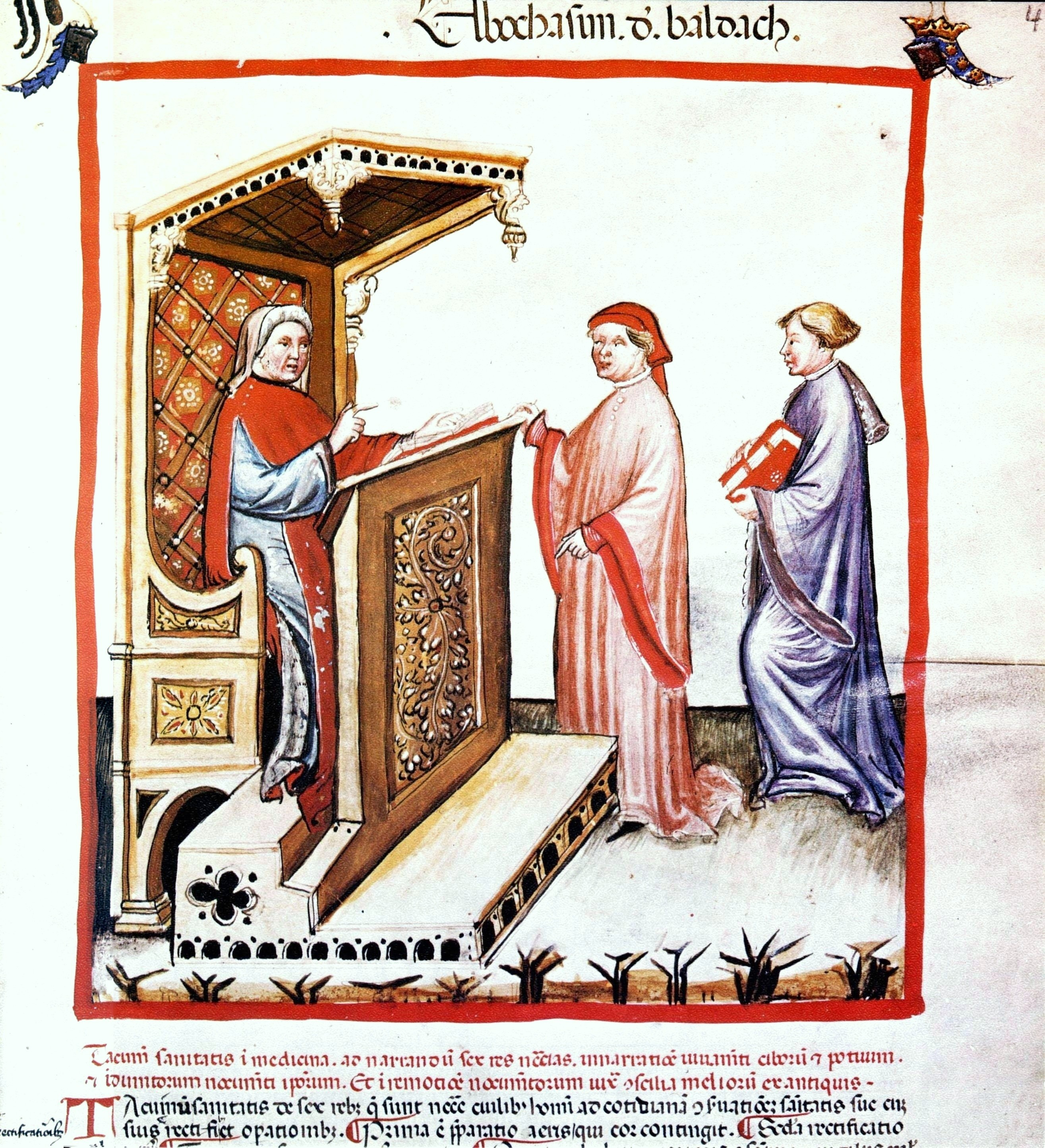
Ibn Butlan und zwei seiner Schüler. Autorenbild aus dem Wiener Tacuinum Sanitatis, fol. 4. recto (1390)

Ibn Butlan (arabisch ابن بطلان; mit vollem Namen Abu l-Hasan al-Muchtar ibn al-Hasan ibn ʿAbdun ibn Saʿdun ibn Butlan / أبو الحسن المختار بن الحسن بن عبدون بن سعدون بن بطلان / Abū l-Ḥasan al-Muḫtār bin al-Ḥasan bin ʿAbdūn bin Saʿdūn bin Buṭlān; * ? Bagdad; † um 1065 in Antiochien), genannt unter anderem auch Elluchasem Elimithar, war ein irakischer christlicher (nestorianischer) Arzt und Verfasser des medizinischen Werkes Taqwim as-sihha / تقويم الصحة / taqwīm aṣ-ṣiḥḥa.

## Leben
Abu l-Hassan Ibn Butlan war in Bagdad Schüler des Ibn at-Tayyib († 1043), eines christlichen Mönches, der später Presbyter der auch als Nestorianer bekannten Assyrischen Kirche des Ostens und Geheimschreiber des Patriarchen Elias I. wurde. Butlan wechselte mit dem ägyptischen Arzt Ali ibn Ridwan mehrere Streitschriften und suchte diesen nach Aufenthalten in Mosul, Dijar Bekr und Aleppo persönlich in Kairo auf. Danach reiste er über Konstantinopel nach Antiochien, wo er schließlich in ein Kloster eintrat und dort den Taqwim as-sihha (lat. Tacuinum sanitatis in medicina; deutsch später auch Schachtafeln der Gesundheit) und während seiner letzten Lebensjahre weitere heilkundliche Werke verfasste. Er starb um 1064.

## Nachwirkungen
Über hundert Jahre später erwähnte der syrische Emir Usama in seiner Autobiografie Anekdoten um den Arzt Butlan in Aleppo. Von dessen Hauptwerk Taqwim as-sihha sind neun arabische Handschriften überliefert und 17 Übertragungen ins Lateinische. Der Übersetzer ist zwar unbekannt, aber Auftraggeber war König Manfred von Sizilien (13. Jahrhundert). Heute sind vor allem zahlreiche gekürzte illustrierte Fassungen bekannt, die auf dieser Übersetzung beruhen.
Abweichende Schreibungen des Namens sind: Elbochasim de Baldach (Baldach ist mittellateinisch für „Bagdad“), Ububchasym de Baldach, Eluchasem Elimitar, Albulkasem de Baldac. Es handelt sich um Abkürzungen oder missglückte Übersetzungen.

## Schriften, Ausgaben und Übersetzungen
- Tacuini sanitatis Elluchasem Elimithar medici de Baldath de sex rebus non naturalibus, earum naturis, operationibus et rectificationibus […] recens exarati. Hans Schott, Straßburg 1531. Digitalisat Ub Düsseldorf Digitalisat MDZ; deutsche Übersetzung:
  - Michael Herr: Schachtafelen der Gesuntheyt. Hans Schott, Straßburg 1533; Nachdruck Darmstadt um 1970; Neudruck Weinheim a. d. Bergstraße/Leipzig 1988 (mit einem Nachwort von Marlit Leber und Elfriede Starke).
- Tacuinum sanitatis in medicina: Codex Vindobonensis series nova 2644 der Österreichischen Nationalbibliothek, I-II, kommentiert, transkribiert und ins Deutsche übers. von Franz Unterkircher, mit einer englischen Übersetzung des lateinischen Textes von Heide Saxe und Charles H. Talbot, Graz 1967
- Das Ärztebankett. Hippokrates Verlag, Stuttgart 1984, ISBN 3-7773-0640-1.
- Adalberto Pazzini, Emma Pirani: Original captions by Ububchasym de Baldach Herbarium, natural remedies from a medieval manuscript. New York 1980.